# Джагіді Вайт
Джагіді Вайт (англ. Jahidi White; нар. 19 лютого 1976, Сент-Луїс) — американський професіональний баскетболіст, що грав на позиціях важкого форварда і центрового за декілька команд НБА.

## Ігрова кар'єра
На університетському рівні грав за команду Джорджтаун (1994—1998), де також грав Аллен Айверсон.
1998 року був обраний у другому раунді драфту НБА під загальним 43-м номером командою «Вашингтон Візардс». Професійну кар'єру розпочав 1998 року виступами за тих же «Вашингтон Візардс», захищав кольори команди з Вашингтона протягом наступних 5 сезонів.
З 2003 по 2004 рік також грав у складі «Фінікс Санз», куди був обміняний на Бревіна Найта.
Останньою ж командою в кар'єрі гравця стала «Шарлотт Бобкетс», до складу якої він приєднався 2004 року і за яку відіграв один сезон.
Через постійні травми був змушений достроково завершити свою спортивну кар'єру.
2007 року знявся в фільмі «Зіткнення в зоні 51».